# Kriegsgräberstätte Gondelsheim
Die Kriegsgräberstätte Gondelsheim ist ein Ehrenfriedhof im Ortsteil Gondelsheim in der Ortsgemeinde Weinsheim im Eifelkreis Bitburg-Prüm in Rheinland-Pfalz.

## Geographische Lage
Der Ehrenfriedhof befindet sich an der Lindenstraße, der Kreisstraße 172, direkt am Ortseingang von Gondelsheim aus Richtung Schwirzheim. Das Gelände wurde an einem leichten Berghang angelegt.

## Geschichte
Im Zuge der Ardennenoffensive und dem Einmarsch der Amerikaner im März 1945 waren hohe Verluste zu verzeichnen. An der Stelle des heutigen Ehrenfriedhofs wurde deshalb 1945 ein Soldatenfriedhof auf einer vormals landwirtschaftlich genutzten Fläche angelegt. Ab dem Jahre 1954 wurde der Friedhof durch das Land Rheinland-Pfalz und den Volksbund neugestaltet und ausgebaut. 1958 folgte die offizielle Einweihung.
Die Kriegsgräberstätte umfasst insgesamt 460 Gräber von Soldaten, die bei der Ardennenoffensive und dem Einmarsch der Amerikaner in der Region um Weinsheim gefallen sind. Bemerkenswert ist zudem der Fund des Grabes eines vermissten österreichischen Soldaten zwischen Winterspelt und Weißenhof im Jahre 2007, der erst 2010 auf dem Ehrenfriedhof beigesetzt wurde.
Neben den einzelnen Soldatengräbern, gibt es ein zentrales Hochkreuz sowie eine kleine Gedenkhalle in Form einer Rotunde.

## Weblink
- Ehrenfriedhof Gondelsheim in der Datenbank der Kulturgüter in der Region Trier